# Bruce Fogle
Bruce Fogle (Toronto, 17 de fevereiro de 1944) é um veterinário e escritor canadense. PhD em veterinária, é membro do Royal College of Veterinary Surgeons, possui mais de quarenta anos de experiência em saúde e comportamento animal, além de ser internacionalmente reconhecido na área.
É autor de diversos livros dedicados ao comportamento animal, alguns traduzidos em mais de 35 idiomas, e apareceu regularmente durante anos em um programa de rádio da BBC, Jimmy Young. Hoje continua a falar na rádio, agora no Jeremy Vine. Em 2004, foi indicado a membro da Ordem do Império Britânico, apesar de sua nacionalidade canadense. Na Inglaterra, local onde vive, tem seus livros publicados pela editora Dorling Kindersley.
Em sua vida pessoal, no ano de 1973, casou-se com a atriz britânica Julia Foster, com quem teve dois filhos.